# Usine Dacia de Tanger
L'usine Dacia de Tanger est un site industriel du groupe Renault, situé dans la commune de Melloussa près de Tanger.
L'usine de Tanger a été inaugurée le 9 février 2012 par le roi du Maroc Mohammed VI, en présence du P-DG du groupe Renault, Carlos Ghosn.
L'usine de Tanger fabrique à 100 % certains modèles de Dacia (Dokker, Renault Express, Sandero et Lodgy), vendus au Maroc ou exportés principalement vers l'Europe, l'Afrique et la région MENA (Moyen-Orient et Afrique du Nord). 
Le 10 juillet 2017, l'usine de Tanger a fêté la millionième voiture produite sur le site en cinq ans.

## Véhicules produits
- Dacia Dokker (2012-2021)
- Dacia Lodgy (2012-2021)
- Dacia Sandero II (2012-2021)
- Dacia Logan II (2012-2021)
- Renault Express II (2021-2024)
- Dacia Sandero III (2021-)